# 交響曲第7番 (プロコフィエフ)
セルゲイ・プロコフィエフ作曲の交響曲第7番嬰ハ短調作品131は、1952年に完成した4楽章構成の交響曲である。プロコフィエフはこの曲をソヴィエトの青年たちに捧げる意向であり、自ら「青春交響曲」と呼んでいたことにちなみ、『青春』の標題が用いられることもある。

## 初演
1952年10月18日にモスクワでサムイル・サモスードの指揮によって行われ、熱狂的な反響をもって迎えられた。

## 曲の構成
演奏時間は約35分。
- 第1楽章 - Moderato 嬰ハ短調、4分の4拍子。ソナタ形式。
- 第2楽章 - Allegretto ヘ長調、4分の3拍子。
- 第3楽章 - Andante espressivo 変イ長調、4分の4拍子。
- 第4楽章 - Vivace 変ニ長調、4分の2拍子。複合三部形式。

第4楽章の終結部は、弱奏のピチカートで消えるように終わるものと、強奏で終わるものの2種類がある。後者は初演者であるサモスードの要望を受けたプロコフィエフが自らオリジナルの終結部に20小節ほど加筆したもので、スコアでは付録の形で載せられている。実際の演奏は両方で行なわれていて、どちらを選択するかは指揮者の判断による。ヴァレリー・ゲルギエフはロンドン交響楽団と交響曲全集を制作する際、加筆版をボーナストラックとしたうえで両方録音し収めている。

## 楽器編成
ピッコロ、フルート 2、オーボエ 2、コーラングレ、クラリネット 2、バス・クラリネット、ファゴット 2、ホルン 4、トランペット 3、トロンボーン 3、チューバ、ティンパニ、トライアングル、タンバリン、小太鼓、シンバル、大太鼓、ウッドブロック、グロッケンシュピール、シロフォン、ピアノ、ハープ、弦五部